# سفارة باباوية

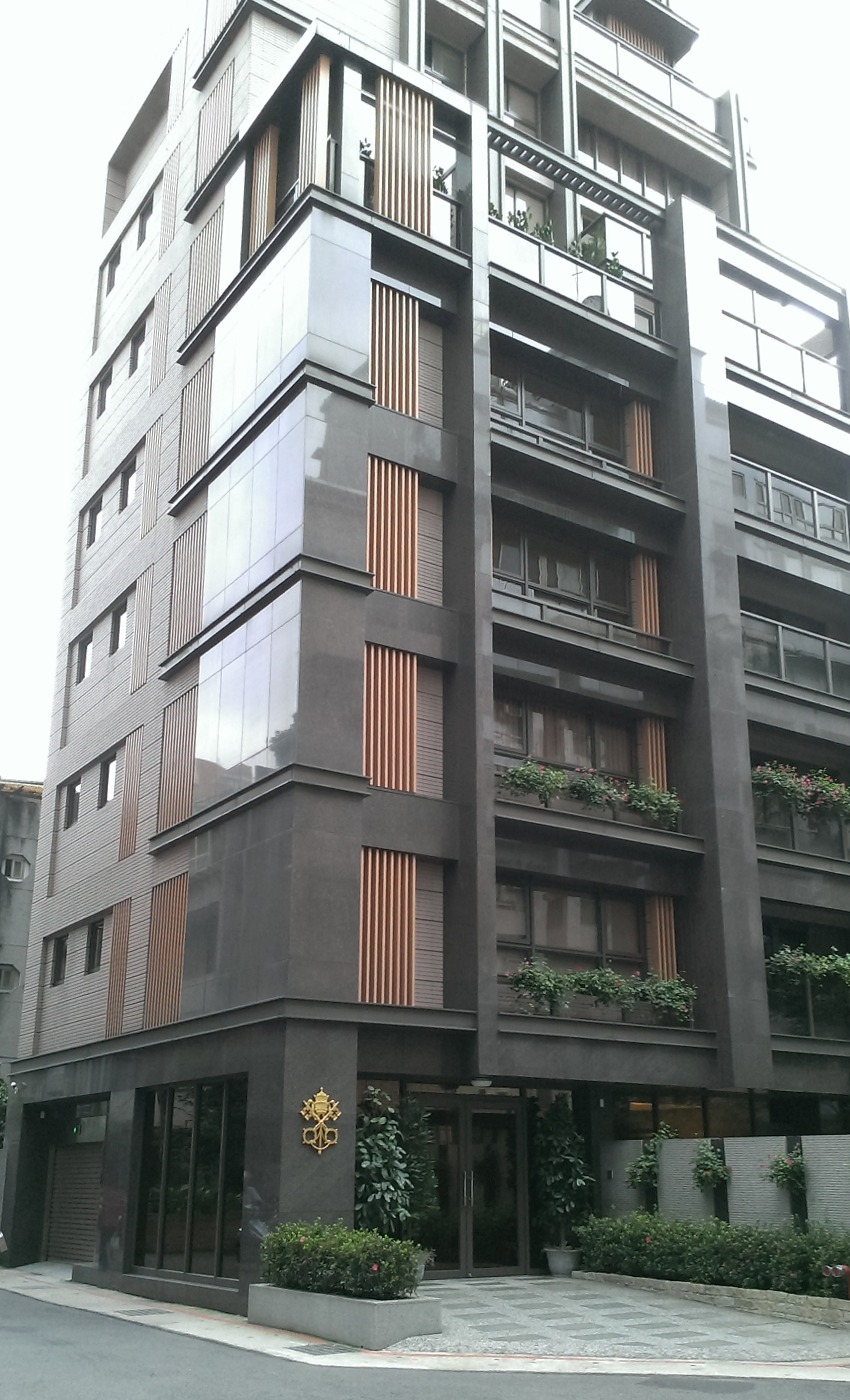
السفارة البابوية في جمهورية الصين (تايوان)

السفارة البابوية (بالإنجليزية: Apostolic Nunciature) هي أعلى بعثة دبلوماسية من الكرسي الرسولي (الفاتيكان) أي ما يعادل السفارة لكنها لاتصدر تأشيرات ولا تملك قنصليات.
رئيس الدبلوماسية البابوية يسمى مندوب بابوي «nuncio» وهو لقب دبلوماسي كنسي. والمندوب البابوي (المعروف رسميا باسم مندوب الكرسي الرسولي) هو ممثل دبلوماسي دائم (رئيس البعثة الدبلوماسية) للكرسي الرسولي في دولة معينة أو عدة منظمات حكومية دولية مثل الاتحاد الأوروبي أو رابطة أسيان ويملك رتبة السفير دبلوماسياً ورتبة رئيس أساقفة فخري كنسياً. بينما يعرف ممثلي البابوية للمنظمات الحكومية الدولية الأخرى باسم «المراقبين الدائمين» أو «المندوبين».

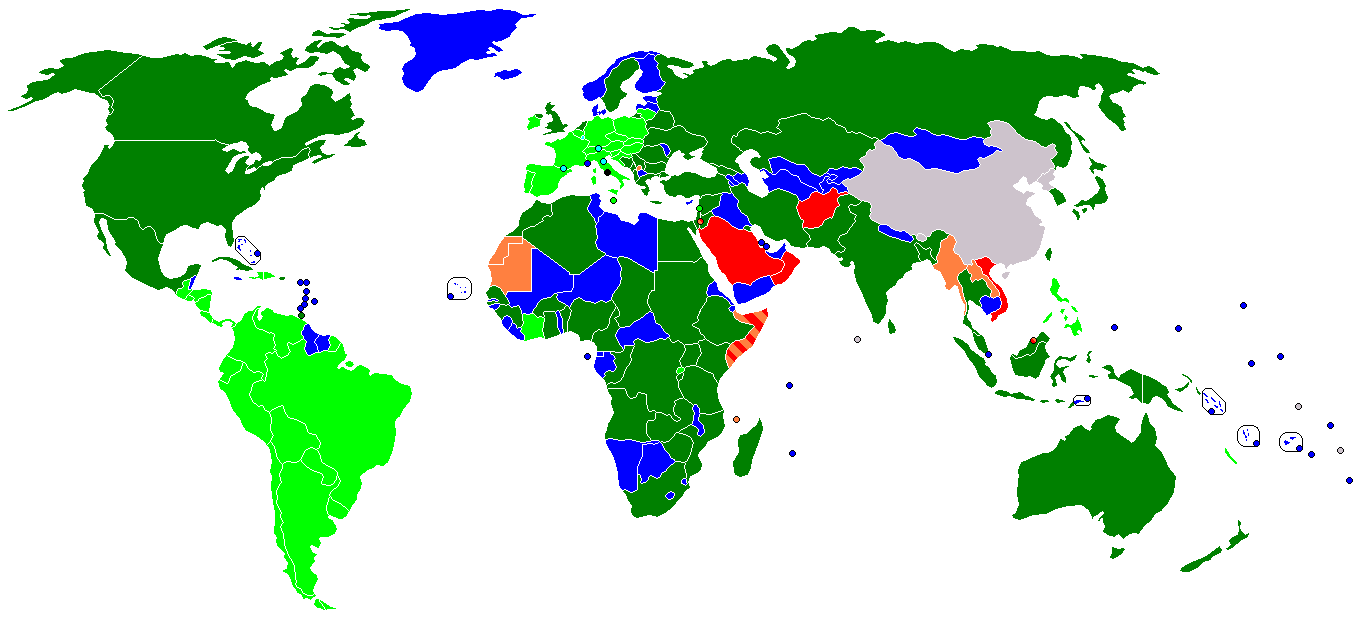
دولة الفاتيكان
علاقات دبلوماسية وبعثة مقيمة ومندوب باباوي برتبة سفير مع صلاحيات إضافية
علاقات دبلوماسية بلا بعثة مقيمة مع صلاحيات إضافية
علاقات دبلوماسية وبعثة مقيمة ومندوب باباوي ذو رتبة سفير عادية.
علاقات دبلوماسية و بدون بعثة مقيمة، مع رتبة سفارة عادية.
تواصل رسمي مع الحكومة بدون أي علاقات دبلوماسية.
ممثل للجماعات الكاثولوكية ققط دون علاقات دبلوماسية